# Au Chi-wai
Au Chi-wai (en chinois : 區志偉 ; mandarin : Zhi Wei, parfois appelé Chi Wai ou Chi-wai dans les médias occidentaux), né le 19 novembre 1969 est un joueur  amateur hongkongais de snooker et de billard. En snooker, associé à Marco Fu, il a gagné la médaille d'argent dans l'épreuve par équipes des Jeux asiatiques de 2002 qui a eu lieu à Busan. Il a aussi été finaliste des Championnats de snooker asiatiques 2009. Il fait partie des joueurs ayant inscrit un break de 147. En billard américain au jeu de la 9, il a été finaliste des Jeux asiatiques de 2006 à Bangkok, organisés par l'Association asiatique de billard.

## Palmarès
- Médaille d'argent en double avec Marco Fu aux Jeux asiatiques de 2002 à Busan (snooker)
- Médaille d'argent en individuel aux Jeux asiatiques de 2006 à Bangkok (billard américain)

### Autres tournois
- Finaliste aux championnats asiatiques en 2009